# Transalpine Ölleitung

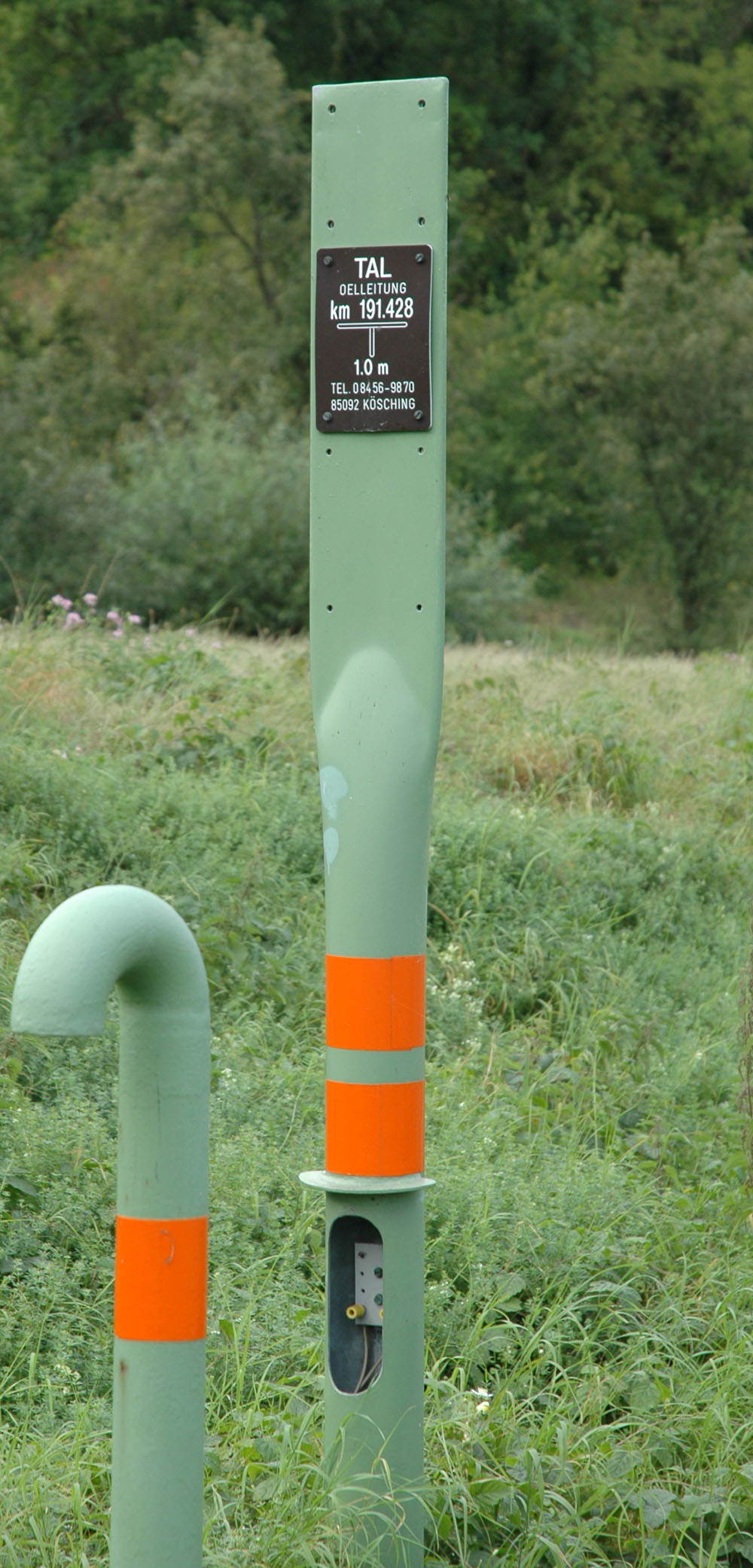
Markierungspfahl (ohne Hut) im Verlauf der TAL bei der Bietigheim-Bissingener Kammgarnspinnerei (Sept. 2007)

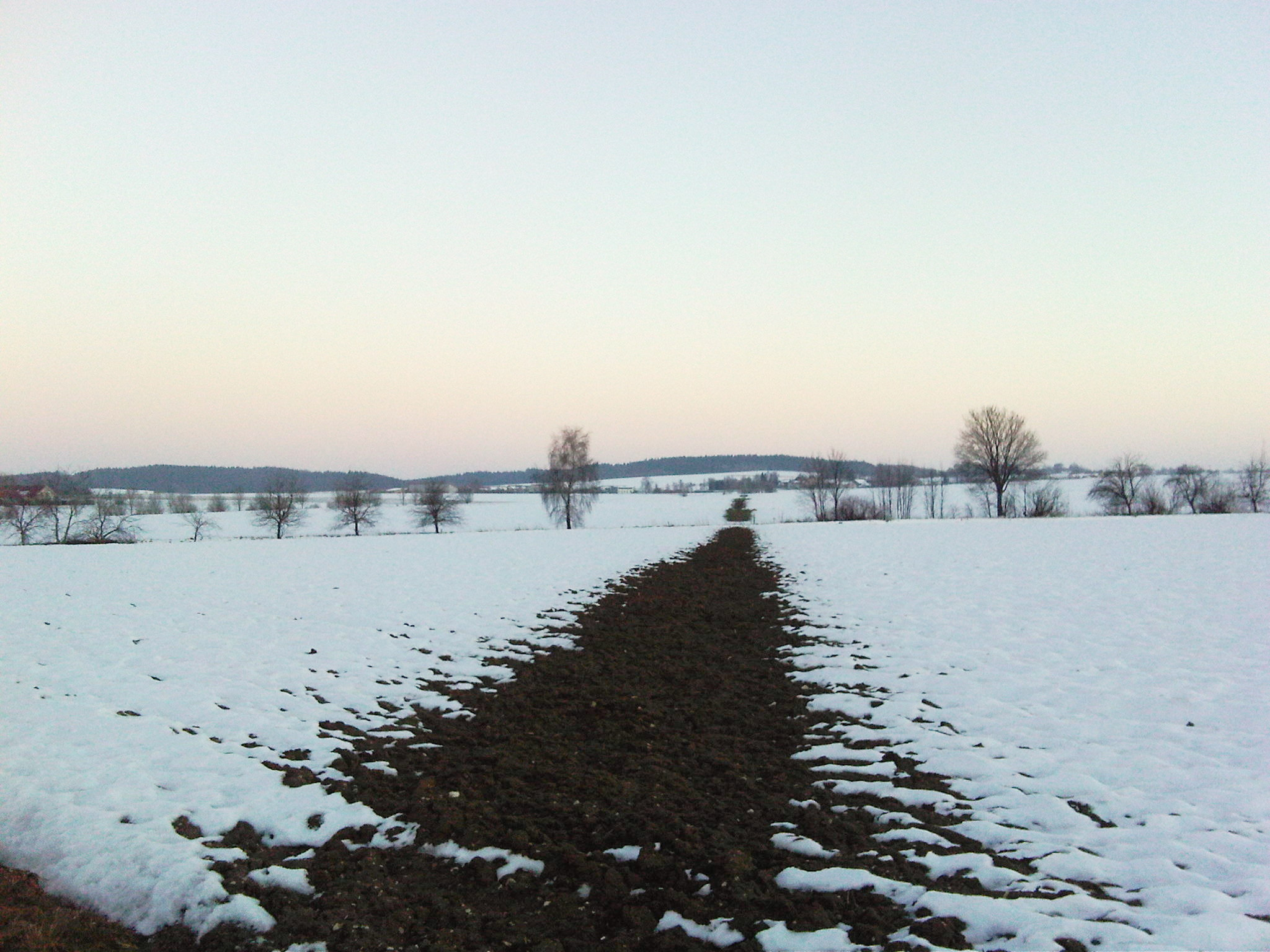
Im Winter ist der Verlauf bei bestimmten Witterungsbedingungen deutlich sichtbar

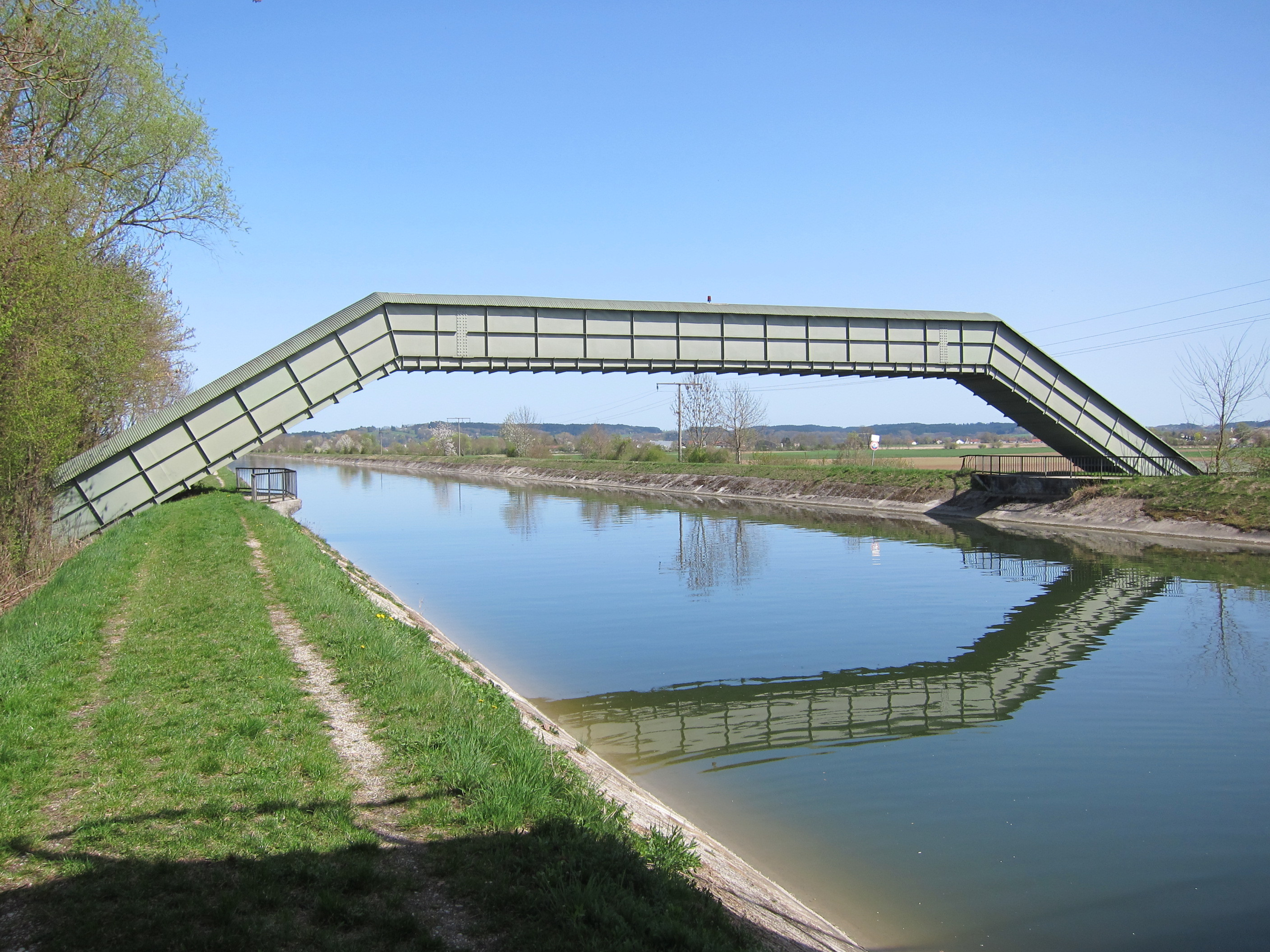
Überquerung des Mittlere-Isar-Kanals bei Berglern, km 96,739 (April 2011)

Die Transalpine Ölleitung (TAL, auch Transalpine Pipeline) ist eine Erdöl-Pipeline vom Hafen Triest in der Bucht von Muggia über Ingolstadt nach Karlsruhe und eine von vier zentralen Ölversorgungsleitungen Deutschlands.
Die Pipeline führt über insgesamt 465 Kilometer mit einem Durchmesser von 40 Zoll (1,016 Meter) von Triest nach Lenting bei Ingolstadt. Hier teilt sich die Pipeline in einen östlichen Teil mit einem Durchmesser von 26 Zoll (66 Zentimeter) über 22 Kilometer zur Bayernoil Raffinerie in Neustadt an der Donau und einen westlichen Teil mit einem Durchmesser von 26 Zoll (66 Zentimeter) über 266 Kilometer nach Karlsruhe zur Mineraloelraffinerie Oberrhein. Sie überquert auf diesem Wege die Alpen und überquert die italienisch-österreichische Grenze beim kärntnerischen Kötschach-Mauthen. Die österreichisch-bayerische Grenze wird bei Kufstein überquert.

## Geschichte
Mit dem Bau der ersten Raffinerien in Bayern bei Ingolstadt musste deren Versorgung mittels Pipeline sichergestellt werden. Dazu wurde zunächst die Rhein-Donau-Ölleitung (RDO) als Verlängerung der Südeuropäische Pipeline (SEPL) von Karlsruhe nach Ingolstadt errichtet und 1963 in Betrieb genommen. Die Fließrichtung der RDO wurde später umgekehrt und sie ist seitdem Teil der TAL.
Im Jahr 1963 wurde von der US-amerikanischen Firma Bechtel innerhalb von vier Monaten die Machbarkeit einer Ölleitung über die Alpen festgestellt. Eineinhalb Jahre wurden dann benötigt, um die Wegerechte von mehr als 6000 Eigentümern zu erlangen. Nach drei Jahren Bauzeit konnte die Leitung 1967 in Betrieb genommen werden. Die Gesamtkosten betrugen 192 Millionen US-Dollar.
Seit 2012 verläuft die 370 km lange Ethylen-Pipeline Süd (EPS) zwischen Münchsmünster (Bayern) und Ludwigshafen am Rhein (Rheinland-Pfalz) in weitgehend westlicher Richtung entlang der TAL.
Im April 2022 hatten Mitglieder der „Letzten Generation“ versucht die Pipeline zu sabotieren. Sie drangen in die Schieberstation Niederambach bei Freising ein und konnten aufgrund eines ausgelösten Alarms von der Polizei festgenommen werden.

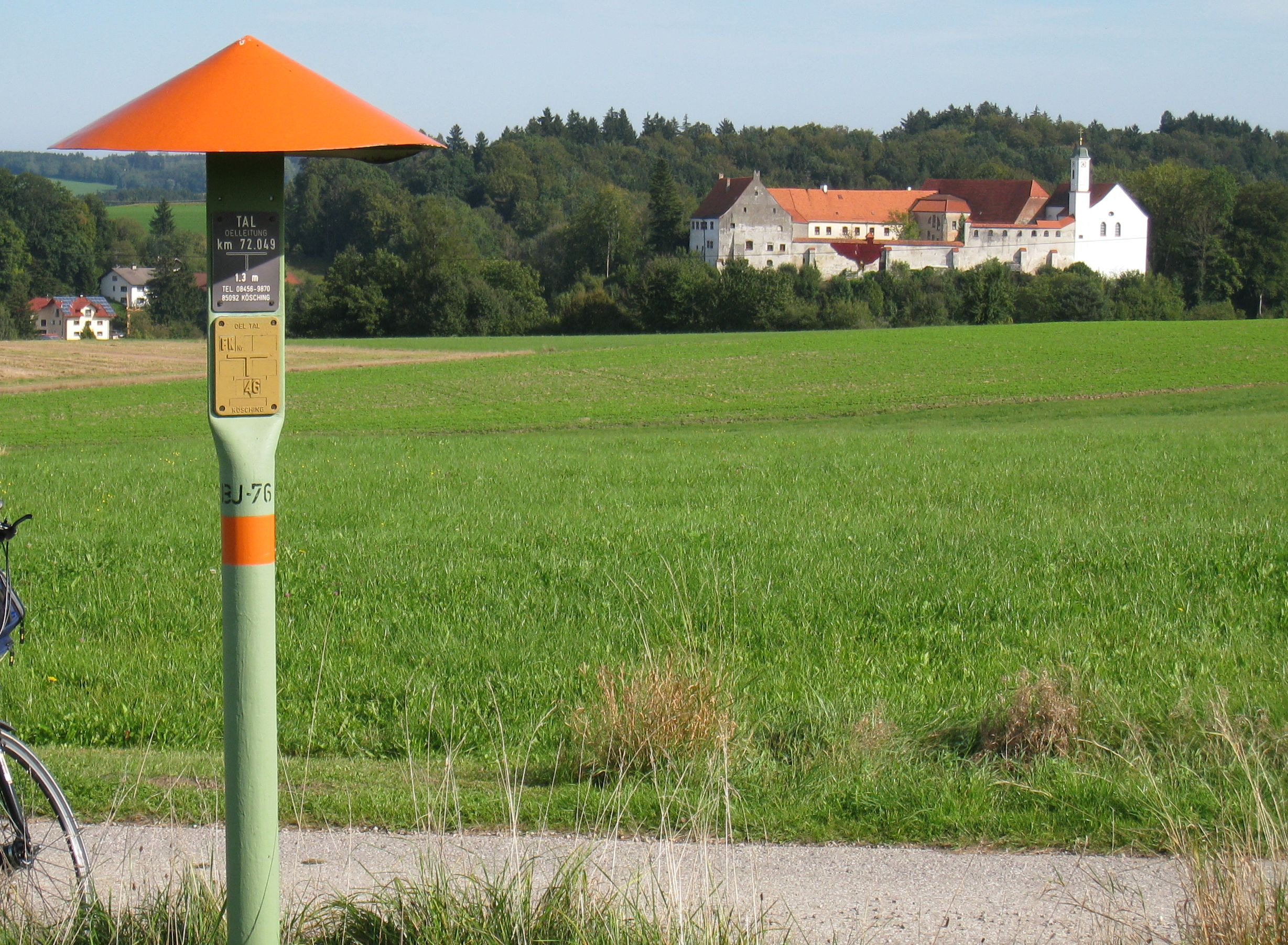
Markierungspfahl bei Burgrain (Isen), km 72,049 (September 2011)

## Infrastruktur
Die durchschnittliche Überdeckung der Leitung beträgt einen Meter, sie erreicht eine geografische Höhe von bis zu 1572 m und durchquert den Alpenhauptkamm unter dem Felbertauern in einem 7,3 Kilometer langen Stollen. Darüber hinaus führt sie weiter südlich durch den 6,9 Kilometer langen Plöcken-Stollen und nördlich des Felbertauern durch den Hahnenkamm-Stollen (6,8 Kilometer) bei Kitzbühel.
Die geschweißten Stahlrohre wurden zur Vermeidung von Korrosion mit einer Umhüllung von Bitumen(jute)matten ausgestattet. Zum Schutz gegen Erweichung dieser Matten durch Sonneneinstrahlung bei der Lagerung oder beim Transport wurden sie mit weißem Kalk bestrichen. Der weiße Belag wirkt nicht nur als Strahlungsschild, sondern auch als Trennmittel gegen Zusammenkleben übereinander liegender Rohre oder mit Anschlagmitteln und wirkt korrosionsreduzierend, indem das Calciumcarbonat Huminsäuren neutralisiert.
Die Überwachung der Pipeline obliegt drei Kontrollzentren in Triest, Kienburg bei Matrei in Osttirol und in Lenting. Das italienische Kontrollzentrum wird betrieben durch die „Società Italiana per l’Oleodotto Transalpino S.p.A.“, während die Niederlassung in Österreich die „Transalpine Ölleitung in Österreich Ges.m.b.H“ ist. In Deutschland ist die „Deutsche Transalpine Oelleitung GmbH“ für den Betrieb zuständig.
Zehn Pumpstationen zwischen Triest und Karlsruhe sorgen für den Transport des Erdöls. Tanklager zur Zwischenlagerung des Rohöls stehen in San Dorligo della Valle (Kapazität 2.000.000 Kubikmeter, Lage) und Lenting (Kapazität 318.000 Kubikmeter, Lage) zur Verfügung.
| Land                   | Ort                  | Anlage                                     | Lage                       | Quelle | Bemerkungen                                                                                       | Bild    |
| ---------------------- | -------------------- | ------------------------------------------ | -------------------------- | ------ | ------------------------------------------------------------------------------------------------- | ------- |
| Italien                | Triest               | Seehafenterminal                           | 45,61132° N, 13,77745° O   | [ 8 ]  | Trieste-Ingolstadt pipeline terminal (SIOT = Società italiana per l’Oleodetto Transalpino S.P.A.) |         |
| Italien                | Triest               | Kontrollzentrum, Tanklager, 1. Pumpstation | 45,60122° N, 13,83668° O   | [ 9 ]  | Tanklager: San Dorligo della Valle                                                                |         |
| Italien                | Opicina              | Schieberstation Opicina                    | 45,6988° N, 13,805° O      |        |                                                                                                   |         |
| Italien                |                      | Schieberstation                            | 45,781° N, 13,6476° O      |        |                                                                                                   |         |
| Italien                |                      | Schieberstation                            | 45,8146° N, 13,5729° O     |        |                                                                                                   |         |
| Italien                |                      | Schieberstation                            | 45,8179° N, 13,5604° O     |        |                                                                                                   |         |
| Italien                |                      | Schieberstation                            | 45,8727° N, 13,4946° O     |        |                                                                                                   |         |
| Italien                | Sagrado              | Querung Isonzo                             | 45,878084° N, 13,491901° O | [ 2 ]  | oberirdisch                                                                                       |         |
| Italien                | Sagrado              | Schieberstation Isonzo Nord                | 45,8817° N, 13,4913° O     |        |                                                                                                   |         |
| Italien                |                      | Schieberstation                            | 45,9005° N, 13,4764° O     |        |                                                                                                   |         |
| Italien                | Cormons              | Pumpstation Cormons                        | 45,9447° N, 13,4501° O     |        |                                                                                                   |         |
| Italien                | Remanzacco           | Schieberstation Remanzacco                 | 46,088° N, 13,3149° O      |        |                                                                                                   |         |
| Italien                | Povoletto            | Querung Torre                              | 46,12° N, 13,2719° O       |        |                                                                                                   |         |
| Italien                | Reana del Rojale     | Pumpstation Reana                          | 46,13282° N, 13,22957° O   | [ 10 ] |                                                                                                   | ##BW##I |
| Italien                | Artegna              | Schieberstation Artegna                    | 46,2255° N, 13,1407° O     |        |                                                                                                   |         |
| Italien                | Osoppo               | Schieberstation Tagliamento Süd            | 46,2671° N, 13,0817° O     |        |                                                                                                   |         |
| Italien                | Osoppo               | 1. Querung Tagliamento                     | 46,271° N, 13,0758° O      | [ 2 ]  | parallel zur Autobahn                                                                             | ##BW##I |
| Italien                | Somplago             | Pumpstation Cavazzo Carnico                | 46,34338° N, 13,06916° O   | [ 11 ] |                                                                                                   | ##BW##I |
| Italien                | Cavazzo Carnico      | Schieberstation                            | 46,359° N, 13,058° O       |        |                                                                                                   |         |
| Italien                | Tolmezzo             | 2. Querung Tagliamento                     | 46,3838° N, 13,0376° O     | [ 12 ] | unterirdisch                                                                                      |         |
| Italien                | Tolmezzo             | Schieberstation But Süd                    | 46,4156° N, 13,0127° O     |        |                                                                                                   |         |
| Italien                | Tolmezzo             | Querung But                                | 46,4186° N, 13,0118° O     |        | unterirdisch                                                                                      |         |
| Italien                | Paluzza              | Pumpstation Paluzza                        | 46,5361° N, 13,0108° O     |        |                                                                                                   |         |
| Italien                | Plöcken-Stollen      | Querung des Karnischen Hauptkamms          | 46,588° N, 12,9902° O      |        |                                                                                                   |         |
| Osterreich             | Kötschach            | Pumpstation Mauthen                        | 46,6642° N, 13,028° O      |        |                                                                                                   |         |
| Osterreich             | Laas                 | Schieberstation                            | 46,6909° N, 12,9953° O     |        |                                                                                                   |         |
| Osterreich             | Lienz                | Schieberstation Drau Süd                   | 46,816° N, 12,8146° O      |        |                                                                                                   |         |
| Osterreich             | Lienz                | Querung Drau                               | 46,8189° N, 12,8063° O     | [ 12 ] | unterirdisch                                                                                      |         |
| Osterreich             | Huben                | Pumpstation Kienburg                       | 46,9228° N, 12,5922° O     |        |                                                                                                   |         |
| Osterreich             | Matrei in Osttirol   | Schieberstation                            | 46,9757° N, 12,5506° O     |        |                                                                                                   |         |
| Osterreich             | Gruben               | Pumpstation Gruben                         | 47,0359° N, 12,5174° O     |        |                                                                                                   |         |
| Osterreich             | Gruben               | Querung Tauernbach                         | 47,0474° N, 12,5153° O     | [ 12 ] | oberirdisch                                                                                       |         |
| Osterreich             |                      | Felbertauern-Tunnel                        | 47,1016° N, 12,513° O      | [ 12 ] |                                                                                                   |         |
| Osterreich             | Felberthal           | Energierückgewinnungsstation Taimeralm     | 47,1909° N, 12,5206° O     | [ 12 ] |                                                                                                   |         |
| Osterreich             | Mittersill           | Pumpstation Mittersill                     | 47,2763° N, 12,4434° O     | [ 12 ] |                                                                                                   |         |
| Osterreich             | Mittersill           | Schieberstation Salzach Nord               | 47,2845° N, 12,4329° O     |        |                                                                                                   |         |
| Osterreich             | Jochberg             | Pumpstation Jochberg                       | 47,3873° N, 12,4184° O     |        |                                                                                                   |         |
| Osterreich             | Jochberg             | Schieberstation Jochberg                   | 47,3902° N, 12,4166° O     |        |                                                                                                   |         |
| Osterreich             | Kitzbühel            | Rohrleitungsstollen Hahnenkamm             | 47,3928° N, 12,4093° O     | [ 13 ] |                                                                                                   |         |
| Osterreich             | Reith bei Kitzbühel  | Schieberstation Hahnenkamm Nord            | 47,4626° N, 12,3501° O     |        |                                                                                                   |         |
| Osterreich             | Stockach             | Entlastungsstation Bocking                 | 47,5261° N, 12,1876° O     |        |                                                                                                   |         |
| Osterreich             | Schwoich             | Schieberstation Inn Süd                    | 47,5543° N, 12,1326° O     |        |                                                                                                   |         |
| Osterreich             | Kufstein             | Querung Inn                                | 47,5561° N, 12,1304° O     | [ 12 ] | unterirdisch                                                                                      |         |
| Osterreich             | Kufstein             | Entlastungsstation Inn Nord                | 47,5742° N, 12,1436° O     |        |                                                                                                   |         |
| Osterreich Deutschland | Kiefersfelden        | Grenzübertritt Österreich – Deutschland    | 47,6059° N, 12,1799° O     | [ 12 ] |                                                                                                   |         |
| Deutschland            | Kolbermoor           | Schieberstation Kolbermoor                 | 47,8498° N, 12,043° O      | [ 12 ] |                                                                                                   |         |
| Deutschland            | Steinhöring          | Tanklager Steinhöring                      | 48,1059° N, 12,0506° O     |        |                                                                                                   |         |
| Deutschland            | Bockhorn             | Schieberstation Bockhorn                   | 48,3159° N, 11,9755° O     |        |                                                                                                   |         |
| Deutschland            | Berglern             | Schieberstation Isar-Kanal                 | 48,3916° N, 11,9407° O     |        |                                                                                                   |         |
| Deutschland            | Berglern             | Querung Isarkanal                          | 48,3931° N, 11,9393° O     | [ 12 ] | oberirdisch                                                                                       |         |
| Deutschland            | Niederambach         | Schieberstation Niederambach               | 48,4807° N, 11,8744° O     |        |                                                                                                   |         |
| Deutschland            | Nötting              | Schieberstation Nötting                    | 48,7029° N, 11,6197° O     | [ 14 ] |                                                                                                   |         |
| Deutschland            | Vohburg an der Donau | Bayernoil Raffinerie Vohburg               | 48,7684° N, 11,5902° O     | [ 12 ] |                                                                                                   |         |
| Deutschland            | Vohburg an der Donau | Querung Donau                              | 48,7748° N, 11,5882° O     | [ 12 ] | unterirdisch                                                                                      |         |
| Deutschland            | Vohburg an der Donau | Schieberstation Donau Nord                 | 48,7787° N, 11,5851° O     |        |                                                                                                   |         |
| Deutschland            | Lenting              | Tanklager Lenting                          | 48,7949° N, 11,4748° O     | [ 15 ] | mit Pumpstation Ingolstadt                                                                        |         |
| Deutschland            | Pettenhofen          | Schieberstation Pettenhofen                | 48,7846° N, 11,2703° O     | [ 15 ] |                                                                                                   |         |
| Deutschland            | Hütting              | Schieberstation Hütting                    | 48,7901° N, 11,1017° O     | [ 15 ] |                                                                                                   |         |
| Deutschland            | Rohrbach             | Pumpstation Rohrbach                       | 48,7842° N, 11,0615° O     | [ 15 ] |                                                                                                   |         |
| Deutschland            | Itzing               | Schieberstation Itzing                     | 48,8102° N, 10,8263° O     | [ 15 ] |                                                                                                   |         |
| Deutschland            | Bühl im Ries         | Schieberstation Bühl                       | 48,8373° N, 10,6533° O     | [ 15 ] |                                                                                                   |         |
| Deutschland            | Ehringen             | Pumpstation Ehringen                       | 48,8724° N, 10,4687° O     | [ 15 ] |                                                                                                   |         |
| Deutschland            | Bopfingen            | Schieberstation Meisterstall               | 48,8835° N, 10,3524° O     | [ 15 ] |                                                                                                   |         |
| Deutschland            | Bopfingen            | Schieberstation Meisterstall               | 48,8837° N, 10,3439° O     | [ 15 ] |                                                                                                   |         |
| Deutschland            | Jagsthausen          | Schieberstation Jagsthausen                | 48,8955° N, 10,173° O      | [ 15 ] |                                                                                                   |         |
| Deutschland            | Aalen                | Pumpstation Reichenbach                    | 48,8509° N, 9,9809° O      | [ 15 ] |                                                                                                   |         |
| Deutschland            | Lindach              | Schieberstation Lindach                    | 48,8363° N, 9,8094° O      |        |                                                                                                   |         |
| Deutschland            |                      | Schieberstation                            | 48,8371° N, 9,7904° O      |        |                                                                                                   |         |
| Deutschland            |                      | Schieberstation                            | 48,8417° N, 9,6597° O      |        |                                                                                                   |         |
| Deutschland            | Rudersberg           | Schieberstation                            | 48,8716° N, 9,5042° O      |        |                                                                                                   |         |
| Deutschland            | Pleidelsheim         | Schieberstation Neckar Süd                 | 48,9744° N, 9,2132° O      |        |                                                                                                   |         |
| Deutschland            | Kleiningersheim      | Querung Neckar                             | 48,9758° N, 9,2121° O      |        |                                                                                                   |         |
| Deutschland            | Kleiningersheim      | Schieberstation Neckar Nord                | 48,9803° N, 9,2026° O      |        |                                                                                                   |         |
| Deutschland            | Bietigheim-Bissingen | Schieberstation Enz                        | 48,9782° N, 9,1505° O      |        |                                                                                                   |         |
| Deutschland            | Hohenhaslach         | Pumpstation Hohenhaslach                   | 48,9891° N, 9,0213° O      | [ 15 ] |                                                                                                   |         |
| Deutschland            | Steinbachhof         | Schieberstation Steinbachhof               | 48,9949° N, 8,9663° O      |        |                                                                                                   |         |
| Deutschland            | Lienzingen           | Schieberstation                            | 48,9863° N, 8,847° O       |        |                                                                                                   |         |
| Deutschland            | Dürrn                | Schieberstation                            | 48,9623° N, 8,7306° O      |        |                                                                                                   |         |
| Deutschland            | Weingarten           | Schieberstation                            | 49,0676° N, 8,5348° O      |        |                                                                                                   |         |
| Deutschland            | Karlsruhe            | MiRO                                       | 49,049° N, 8,3565° O       |        |                                                                                                   |         |

### Pipeline-Kraftwerk
Seit Herbst 2018 ist das weltweit erste Öl-Pipeline-Kraftwerk in Betrieb. Es funktioniert analog einem Trinkwasserkraftwerk, jedoch mit dem Medium Rohöl. Im Abschnitt Felbertauern–Mittersill der TAL wird der Gefälledruck genutzt, um jährlich 11,5 GWh elektrische Energie zurückzugewinnen. Dies deckt 12 % des Pumpaufwandes der TAL in Österreich. Die Anlage wurde in einer dichten Wanne errichtet und zum Schutz vor Naturgefahren großteils eingeschüttet. Der Bau dauerte drei Jahre und kostete elf Millionen Euro.

### Anbindung
Bei Würmlach in Kärnten zweigt die Adria-Wien Pipeline (AWP) der OMV zur Raffinerie Schwechat und an der Pumpstation Steinhöring (Lage) der Abzweig ebenfalls der OMV zur Raffinerie Burghausen ab. In Lenting schließt die Pipeline über Kralupy nach Litvínov in Tschechien an.
Folgende Raffinerien werden über die Pipeline versorgt:
- Bayernoil in Vohburg an der Donau
- Bayernoil in Neustadt an der Donau
- Gunvor in Ingolstadt
- MiRO in Karlsruhe
- OMV in Burghausen
- OMV in Schwechat
- Unipetrol in Kralupy
- Unipetrol in Litvinov

Die Raffinerie MiRO ist außerdem über die Südeuropäische Pipeline und die Raffinerie Litvinov über die Erdölleitung Freundschaft angeschlossen.
Seit der Schließung der Central European Line (CEL) 1997 liefert die TAL das gesamte Rohöl für die Erdölraffinerien in Bayern und das bayerische Chemiedreieck.

## Transportleistung
Seit Betriebsbeginn (1967) bis 2019 wurden 1,5 Milliarden Tonnen Rohöl transportiert. 2018 wurden 41,6 Millionen Tonnen transportiert.

## Pipeline-Gesellschafter
Anteile der Gesellschafter (Stand: 31. Dezember 2005):
- 25 % OMV
- 24 % Royal Dutch Shell
- 16 % ExxonMobil
- 11 % Ruhr Oel (50 % BP + 50 % Petróleos de Venezuela)
- 10 % Eni (Agip)
- 09 % BP (Aral)
- 03 % ConocoPhillips (Jet)
- 02 % Total S.A.

Die Raffinerie Ingolstadt wurde zum 31. Juli 2007 von ExxonMobil an die Petroplus verkauft. Der zu dieser Raffinerie „gehörende“ Anteil der TAL wurde ebenfalls an die Petroplus weitergereicht. Der Anteil der ExxonMobil wurde dazu geteilt. 10 % gingen an Petroplus und 6 % verblieben bei ExxonMobil.
Im Oktober 2010 verkaufte Petroleos de Venezuela seinen 50 % Anteil an Ruhr Oel an den russischen Ölkonzern Rosneft.
Die Petroplus ging 2012 in die Insolvenz. Die Raffinerie Ingolstadt und der 10 %ige Anteil an der TAL wurden per 31. Mai 2012 von der Gunvor übernommen. Die Beteiligung wurde später an die Schwesterfirma C-Blue B.V. konzernintern weitergegeben.
Die Mero CR,a.s. ist der Betreiber der Pipeline IKL. Seit dem 1. Juni 2006 befindet sich die Mero im Besitz der Republik Tschechien. Per 21. Dezember 2012 wurde ein Anteil von 5 % an der TAL von Shell übernommen.
Im Jahre 2015 haben sich die BP und Rosneft darauf verständigt, ihre Raffineriebeteiligungen neu zu ordnen. In diesem Zusammenhang wurde die Ruhr Oel aufgelöst und deren Beteiligung an der TAL ging auf Rosneft über. Diese Veränderung wurde nach Zustimmung der Kartellbehörden zum 1. Januar 2017 wirksam.
Anteile der Gesellschafter: Stand: 31. Dezember 2021:
- 32,26 % OMV Deutschland
- 19,00 % Shell Deutschland
- 11,00 % Rosneft Deutschland
- 10,00 % C-Blue B.V.
- 10,00 % Eni Deutschland (Agip)
- 07,74 % ExxonMobil Central Europe
- 05,00 % Mero
- 03,00 % JET Tankstellen Deutschland
- 02,00 % TotalEnergies Marketing Deutschland0